# Le Cloître-Saint-Thégonnec
Le Cloître-Saint-Thégonnec (tiếng Breton: Ar C'hloastr-Plourin) là một xã của tỉnh Finistère, thuộc vùng Bretagne, miền tây bắc Pháp.

## Dân số
Người dân ở Le Cloître-Saint-Thégonnec được gọi là Cloîtriens.